# Pohono Bridge
 (novembre 2023).
Si vous disposez d'ouvrages ou d'articles de référence ou si vous connaissez des sites web de qualité traitant du thème abordé ici, merci de compléter l'article en donnant les références utiles à sa vérifiabilité et en les liant à la section « Notes et références ».
Le Pohono Bridge est un pont dans le comté de Mariposa, en Californie, dans le sud-ouest des États-Unis. Construit en 1928 dans le style rustique du National Park Service, ce pont en arc en béton recouvert de granit local franchit la Merced dans la vallée de Yosemite, au cœur du parc national de Yosemite. Long d'environ 25 mètres, ce pont routier est une propriété contributrice au district historique dit « Yosemite Valley Bridges », lequel est inscrit au Registre national des lieux historiques depuis le 25 novembre 1977. Il contribue également au district dit « Yosemite Valley » depuis sa création le 14 décembre 2006.